# Quincy Jones
Quincy Delight Jones Jr. (Chicago, 14 marzo 1933 – Los Angeles, 3 novembre 2024) è stato un arrangiatore, direttore d'orchestra, produttore discografico, compositore, trombettista e attivista statunitense, tra i più celebrati produttori della storia, specie nell'ambito del jazz e della black music.
Durante i suoi oltre settant’anni di carriera nell'industria dell’intrattenimento, Quincy Jones è stato strumentista, compositore, arrangiatore, produttore discografico, direttore musicale, bandleader, produttore e attore cinematografico e televisivo. Il suo lavoro gli ha fruttato 26 Grammy su 76 nomination e un Grammy Legend Award nel 1991. Nonostante tutto, Jones rimane principalmente conosciuto al grande pubblico per aver prodotto l'album più venduto della storia, Thriller di Michael Jackson e per aver prodotto e diretto la canzone-evento We Are the World. È stato anche uno dei produttori esecutivi per la serie televisiva Willy, il principe di Bel-Air.

## Biografia
Quincy Jones trascorse i primi anni della sua infanzia a Chicago, sua città natale, tra le difficoltà economiche e la malattia mentale della madre Sara. A casa scoprì la musica suonando il piano da autodidatta, mentre a scuola imparò a suonare la tromba regalatagli da suo padre, Quincy Delight Jones I. All'età di 10 anni si trasferì con la famiglia a Bremerton, nei dintorni di Seattle, dove diventò amico di Ray Charles. Ancora adolescenti, Ray e Quincy formarono un duo e cominciarono a esibirsi di pomeriggio al Tennis Club di Seattle, mentre la sera in un jazz club conosciuto oggi come Pioneer Square.
Nel 1951, all'età di 18 anni, Jones vinse una borsa di studio al Berklee College of Music di Boston, ma ben presto abbandonò gli studi per intraprendere una tournée come trombettista con la band del leggendario Lionel Hampton. Pur pagato con la cifra irrisoria di 17 dollari al giorno, Quincy restò con Hampton ben quattro anni, cercando di carpire tutti i segreti del mestiere di musicista. Le big band avevano ancora un loro pubblico in quegli anni, ma il jazz stava perdendo la caratteristica di musica "popolare" e andava trasformandosi in qualcosa di sempre più elitario. Quincy Jones, pur bravo e competente come trombettista, non aveva il talento di un Dizzy Gillespie o di un Art Farmer, e non era capace di grandi virtuosismi come Fats Navarro o Clifford Brown, ma mentre viaggiava, cominciò a mostrare un inusuale dono nel comporre e arrangiare le canzoni. Un significativo passo nella sua carriera fu la stesura e la guida degli arrangiamenti per il celebre disco di Helen Merril con il trombettista Clifford Brown, considerato un capolavoro dai critici jazz e dal pubblico degli appassionati della tromba e del jazz vocale.
Di ritorno a New York, ricevette numerose proposte da parte di artisti come Count Basie, per il quale divenne uno degli arrangiatori principali, Sarah Vaughan, Betty Carter, Dinah Washington, Gene Krupa e del suo vecchio amico Ray Charles, che gli chiedevano nuovi arrangiamenti per i loro brani. Nel 1956 venne ingaggiato dalla Dizzy Gillespie Band per un nuovo tour in Medio Oriente e in Sud America, sponsorizzato dal Dipartimento di Stato degli Stati Uniti. Al suo ritorno in patria, Jones ottenne un contratto dalla ABC Paramount Records e iniziò una propria carriera discografica come leader di una band personale.
Nel 1957 si trasferì a Parigi e studiò teoria e composizione musicale con due leggende della musica come Nadia Boulanger e Olivier Messiaen. Diventò direttore musicale della Barclay Disques, casa discografica distributrice della Mercury Records in Francia, scrivendo arrangiamenti per Henri Salvador, Charles Aznavour e Jacques Brel. Diresse l'orchestra con cui accompagnò Billy Eckstine in un concerto che diventò un album; in platea c'era il "gotha" afroamericano del jazz per vedere il suo più giovane talento alle prese con il più grande cantante del genere. Intanto girava l'Europa con la sua band personale, con la quale aveva messo in piedi uno spettacolo basato sul musical Free and Easy di Harold Arlen; pur riscuotendo il meritato successo, Jones non era in grado di far quadrare i bilanci con un'orchestra di ben 18 elementi e si ritrovò in breve tempo in una pesante crisi finanziaria.
Irving Green, capo della Mercury Records, lo richiamò negli Stati Uniti e lo aiutò a risollevarsi fornendogli un prestito e promuovendolo a direttore della divisione di New York. Si trovò così a lavorare per artisti quali Frank Sinatra, Barbra Streisand e Tony Bennett. Nel 1964 Jones sarebbe arrivato addirittura ad occupare la posizione di vicepresidente dell'intera compagnia, divenendo il primo afroamericano ad assumere una carica così alta. Nello stesso anno (1964) superò un'altra barriera sociale: spinto dall'invito del regista Sidney Lumet, iniziò a comporre la prima delle sue numerose colonne sonore di successo con The Pawnbroker (L'uomo del banco dei pegni). Nello stesso anno lavorò anche in Italia, arrangiando il 45 giri di Tony Renis Cara fatina/Lettera a Pinocchio, pubblicato dalla CDI, e lavorando con Phil Ramone come tecnico del suono. Il disco venne inciso in sette lingue (italiano, inglese, francese, spagnolo, tedesco, svedese e giapponese) e pubblicato in molte nazioni.
Bastò però solo un cenno da parte di Hollywood per farlo dimettere dalla Mercury Records e farlo trasferire a Los Angeles per dedicarsi alla composizione di colonne sonore a tempo pieno; alcuni dei suoi lavori più celebri sono La vita corre sul filo (1965) di Sydney Pollack, A sangue freddo (1967) di Richard Brooks, La calda notte dell'ispettore Tibbs (1967) di Norman Jewison, L'oro di Mackenna (1969) di J. Lee Thompson, Fiore di cactus (1969) di Gene Saks e Getaway! (1972) di Sam Peckinpah. Altrettanto note sono le musiche scritte per alcune trasmissioni televisive, tra cui Ironside, Sanford and Son, Radici e The Bill Cosby Show. Negli anni sessanta Jones brillò anche come compositore e produttore discografico; la sua straordinaria abilità nel miscelare sapientemente suoni appartenenti ai più disparati generi musicali diventò ben presto il suo marchio di fabbrica. Esordì nel pop giovanile con l'arrangiamento di un successo del 1963, It's My Party, di Lesley Gore.

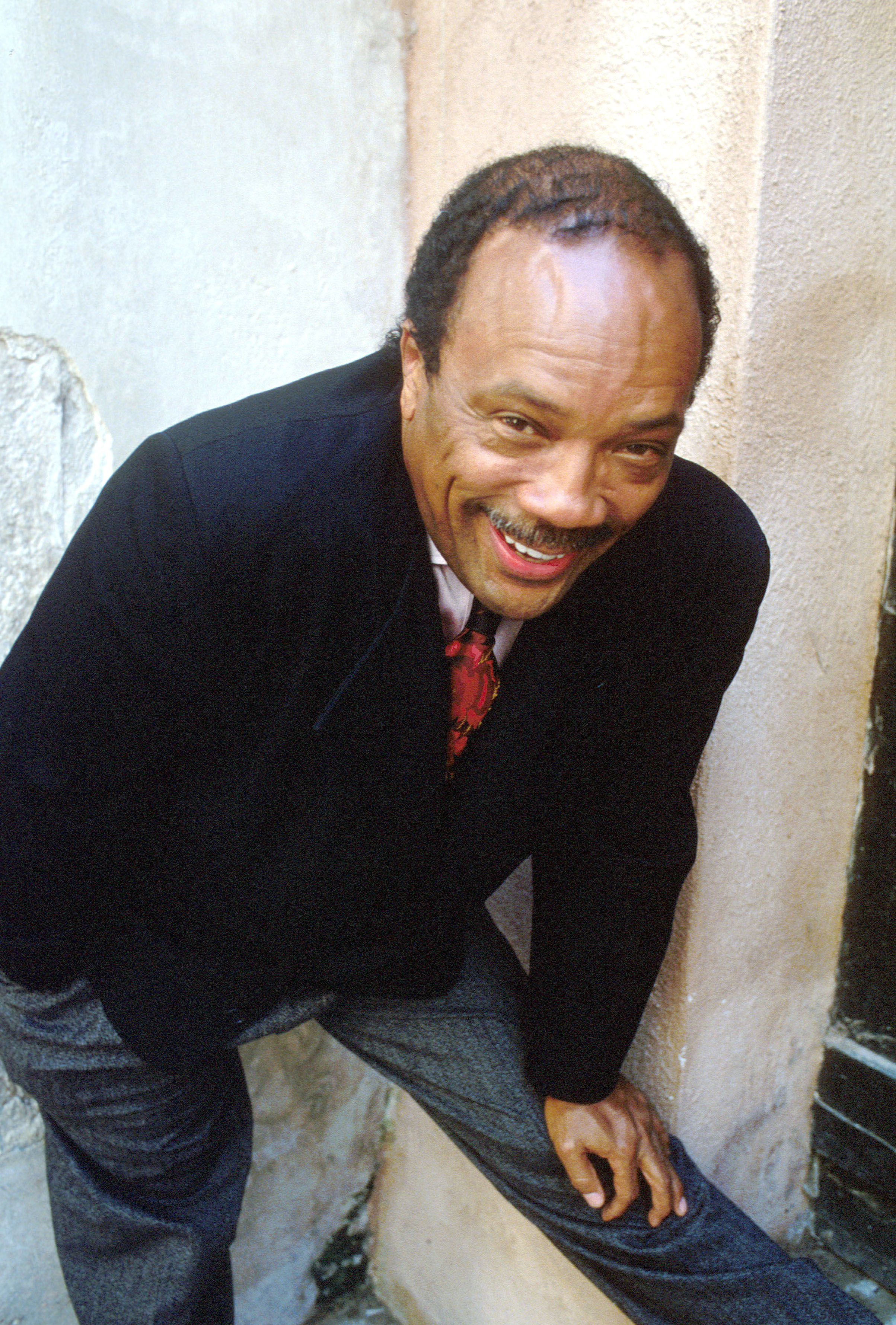
Quincy Jones nel 1989 a Venezia

Nei successivi trent'anni della sua carriera le sue produzioni per alcuni dei più importanti artisti musicali, tra i quali Miles Davis, Frank Sinatra, Nana Mouskouri, Dinah Washington e Michael Jackson, influenzarono molto il panorama pop. Tuttavia non cessò mai delle produzioni proprie, come Big Band Bossa Nova (rilanciata quarant'anni dopo come colonna sonora dei tre film della serie Austin Powers), Walking in Space, Gula Matari, Smackwater Jack , Body Heat, Mellow Madness, I Heard That e The Dude. Produsse due dischi anche in Italia. Il primo è il già ricordato 45 giri di Tony Renis del 1964, il secondo, nel 1973, per un singolo della cantante Lara Saint Paul, che conteneva i brani Non preoccuparti/Adesso ricomincerei, di cui Jones curò gli arrangiamenti e per cui diresse l'orchestra. Per le registrazioni in studio scelse, tra gli altri, musicisti come Gianni Basso e Gianni Bedori al sassofono tenore, Oscar Valdambrini alla tromba e al flicorno, Pino Presti (presente anche nel 1964) al basso elettrico, Tullio De Piscopo alla batteria, Angel 'Pocho' Gatti e Victor Bacchetta al pianoforte.
Nel 1974 la carriera di Quincy Jones subì una battuta d'arresto per un aneurisma cerebrale, a causa del quale dovette sottoporsi a due delicati interventi chirurgici e a un periodo di convalescenza di circa un anno. Da allora gli fu proibito di suonare la tromba per evitare pericolosi aumenti di pressione sanguigna intracranica. Sul set del film musicale The Wiz, rifacimento funky de Il mago di Oz, Jones incontrò Michael Jackson, che gli chiese di produrre il suo album da solista successivo. Il risultato, Off the Wall raggiunse i 30 milioni di copie vendute, facendo di Jones il più potente produttore discografico dell'industria musicale. Jones e Jackson continuarono a collaborare anche per Thriller, l'album più venduto di tutti i tempi, 110 milioni di copie, e Bad, che invece arrivò a 45 milioni, dopo di che le strade si separarono. Nel 2002, quando in un'intervista gli chiesero se Michael Jackson avrebbe mai lavorato di nuovo con lui, rispose che "la porta è sempre aperta", però nel 2004 escluse Jackson dalla rosa dei cantanti che avrebbero dovuto esibirsi a Roma in un concerto di beneficenza, e nel 2006, ai giornalisti che gli fecero la stessa domanda su una collaborazione con Jackson, rispose che "Per favore ho tanto da fare. Abbiamo già dato. Ho 900 progetti. E ho 73 anni".

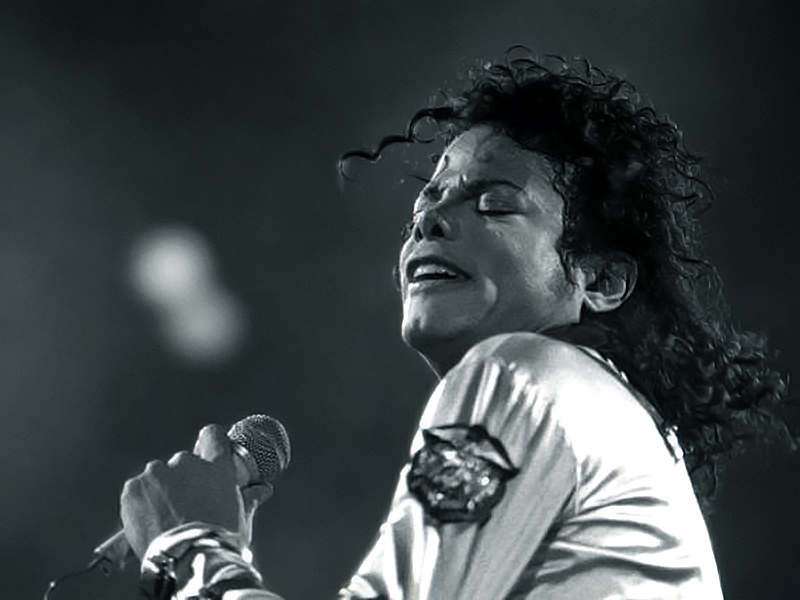
Jones ha prodotto Michael Jackson negli album Off the Wall (1979), Thriller (1982) e Bad (1987)

La grande fortuna accumulata gli permise di investire sulla musica acquistando i diritti d'autore di circa 1 600 titoli; nel 1985 realizzò la colonna sonora de Il colore viola, pellicola di Steven Spielberg, interamente girata con attori di colore. Nel 1984 riuscì a portare in sala d'incisione il cantante Frank Sinatra per l'album L.A. Is My Lady. Dopo i Grammy Awards del 1985, Jones e Jackson usarono la loro grande influenza, dovuta al notevole successo di Thriller, per radunare molti dei maggiori artisti americani nel progetto della celebre canzone We Are the World, scritta da Jackson e Lionel Richie per raccogliere fondi per le vittime delle carestie in Africa. A questo proposito è da ricordare anche l'impegno sociale di Quincy Jones risalente ai primi anni Sessanta, quando sostenne le attività di Martin Luther King. Jones è stato uno dei fondatori dell'Institute for Black American Music (IBAM) e un organizzatore di eventi benefici, spesso al fianco di personaggi quale Bono degli U2.

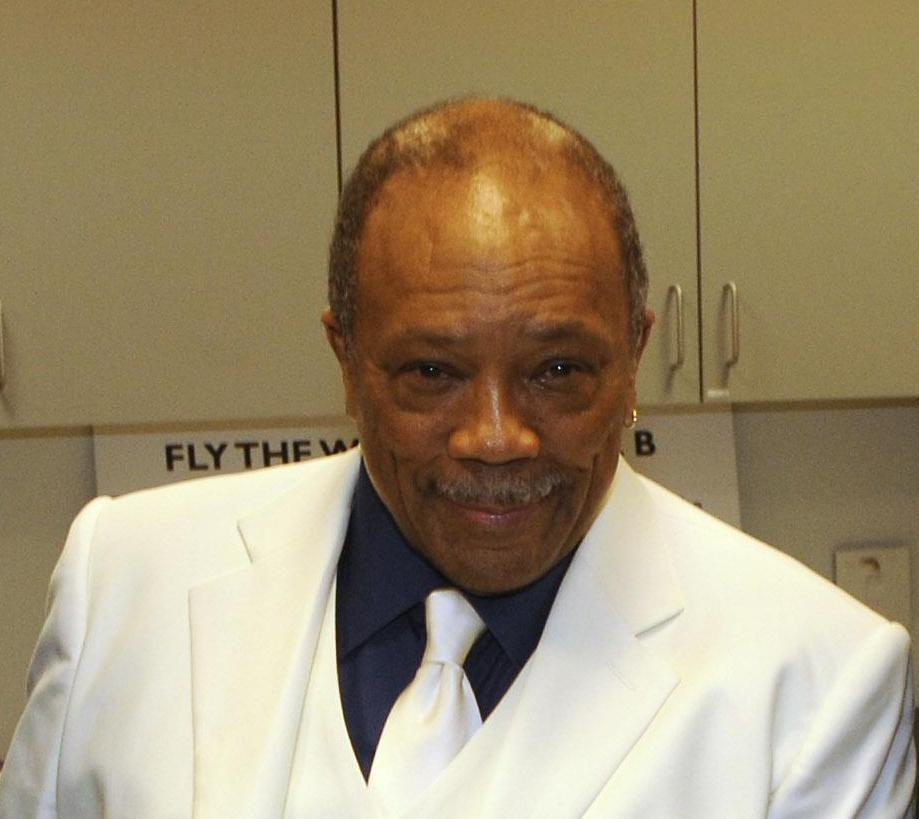
Jones durante il Gala per il 50º anniversario della NASA, (2008)

La Listen Up Foundation di Quincy Jones raccolse fondi nel 2001 per la costruzione di case in Sudafrica e nel 2004 organizzò un concerto dal vivo a Roma con la partecipazione, tra gli altri, di Carlos Santana, Alicia Keys, Angelina Jolie, Oprah Winfrey, Evander Holyfield e Chris Tucker, davanti a mezzo milione di spettatori. Nel 1993 collaborò con David Saltzman per produrre il concerto An American Reunion per celebrare il mandato come presidente degli Stati Uniti di Bill Clinton. Saltzman e Jones decisero di unire le loro risorse nella compagnia produttrice di tecnologie multimediali denominata QDE (Quincy Jones/David Saltzman Entertainment). Nel 2001 pubblicò la sua prima autobiografia, Q: The Autobiography of Quincy Jones. Nel 2007 eseguì con Herbie Hancock il brano The Good, the Bad and the Ugly, contenuto nell'album We All Love Ennio Morricone. Nel 2022 collabora con The Weeknd (Abel Tesfaye) nella produzione dell'album Dawn FM.
Jones è morto il 3 novembre 2024 nella sua casa di Bel Air, a Los Angeles, all'età di 91 anni, a causa di un tumore al pancreas.

## Vita privata
Jones è stato sposato tre volte e ha avuto sette figli:
- dal 1957 al 1966 è stato sposato con Jeri Caldwell, dalla quale ha avuto una figlia, Jolie Jones Levine.
- dal 1967 al 1974 è stato sposato con Ulla Andersson, dalla quale ha avuto due figli, Martina Jones e Quincy Jones III.
- dal 1974 al 1990 è stato sposato con l'attrice Peggy Lipton, dalla quale ha avuto due figlie, le attrici Kidada e Rashida Jones.
- ha avuto anche una breve relazione con Carol Reynolds e dalla quale è nata una figlia, Rachel Jones.
- dal 1991 al 1995 ha avuto una relazione con l'attrice Nastassja Kinski, diventando padre, nel 1993, di Julia Kenya Miambi Sarah Jones.

## Discografia

### Album in studio
- 1956 - This Is How I Feel About Jazz
- 1957 - Go West, Man!
- 1959 - The Birth of a Band!
- 1959 - The Great Wide World of Quincy Jones
- 1960 - I Dig Dancers
- 1961 - Around the World
- 1961 - Newport '61
- 1961 - The Great Wide World of Quincy Jones Live (in Zurich!)
- 1961 - The Quintessence
- 1962 - Big Band Bossa Nova
- 1963 - Quincy Jones Plays the Hip Hits
- 1964 - Golden Boy
- 1964 - I Had a Ball
- 1964 - Quincy Jones Explores the Music of Henry Mancini
- 1965 - Quincy Plays for Pussycats
- 1965 - Quincy's Got a Brand New Bag
- 1969 - Walking in Space
- 1970 - Gula Matari
- 1971 - Smackwater Jack
- 1973 - You've Got It Bad Girl
- 1974 - Body Heat
- 1975 - Mellow Madness
- 1976 - I Heard That!!
- 1978 - Sounds...and Stuff Like That!!
- 1981 - Quincy Jones Live at the Budokan
- 1981 - The Dude
- 1989 - Back on the Block
- 1993 - Miles & Quincy Live at Montreux
- 1995 - Q's Jook Joint
- 2000 - Basie and Beyond
- 2004 - The Original Jam Sessions 1969
- 2010 - Q Soul Bossa Nostra

### Raccolte
- 1972 - Ndeda (Mercury)
- 1982 - The Best (A&M)
- 1999 - From Q with Love (Warner Bros.)
- 2001 - Q: The Musical Biography of Quincy Jones (Rhino)

### EP
- 1963 - Bossa nova (Mercury)
- 1969 - Mackenna's Gold (RCA Victor, con José Feliciano)
- 1973 - You've Got It Bad Girl (A&M Records)